# عرب‌شناس

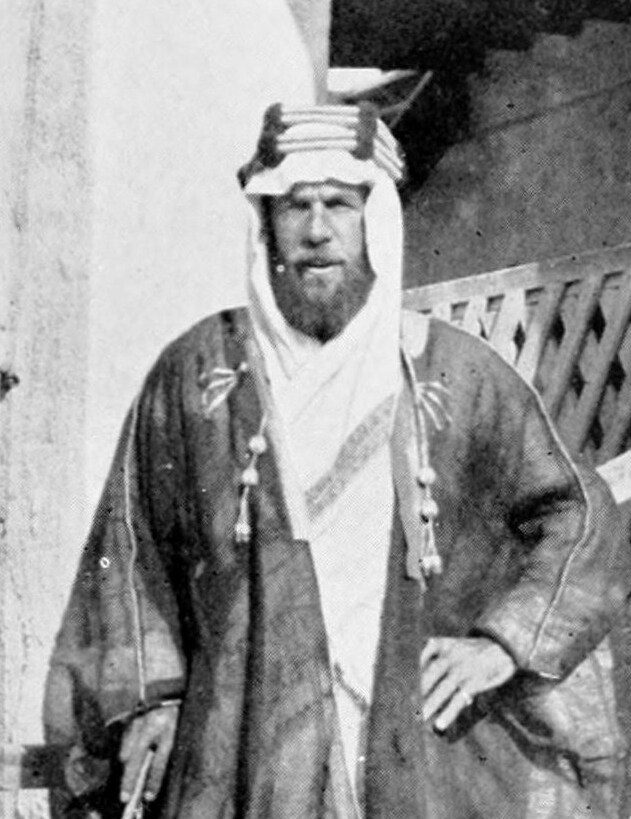
عرب‌شناس بریتانیایی سنت جان فیلبی در ریاض

عرب‌شناس (انگلیسی: Arabist) شخصی‌ست که به‌طور معمول از بیرون از جهان عرب، در زبان عربی، فرهنگ، و ادبیات عربی متخصص است.